# 藤岡淳吉
藤岡 淳吉（ふじおか じゅんきち、1902年6月28日 - 1975年5月7日）は、日本の社会運動家、出版人である。

## 生涯
高知県安芸郡安田村(現安田町)生まれ。安田村高等小学校卒業。1917年、鈴木商店に入社、大連支店に勤務。1918年の米騒動で鈴木商店本店が焼き討ちされたことから、社会問題に関心を抱くようになった。
支店内に勉強会「旭会」を組織し、機関紙発行人となり、創刊号に「米騒動と鈴木商店」を掲載した。旭会は解散させられ、藤岡は長春市の出張所に配転された。1921年、鈴木商店を退職、堺利彦の書生となった。
1922年、日本共産党に入党。1923年、第一次共産党事件により長春市で逮捕され、1924年出獄。1926年東京市に共生閣を設立、ウラジーミル・レーニン『国家と革命』を皮切りに、カール・マルクス、フリードリヒ・エンゲルスらの著作約500点を1940年まで出版した。戦後彰考書院を設立、堺利彦・幸徳秋水訳『共産党宣言』などを刊行した。

## 親族
子は翻訳家、出版人藤岡啓介。孫に作家、編集者の中川右介、中川文人兄弟がいる。